# 菲律宾火筒树
菲律宾火筒树（学名：Leea philippinensis），達悟語：Aninibzawen，为葡萄科火筒树属下的一个种。

## 扩展阅读
- 維基物種上的相關：菲律宾火筒树